# John Aloisi
John Aloisi (* 5. února 1976) je bývalý australský fotbalový útočník a současný fotbalový trenér, momentálně trénující australský klub Western United FC. Jeho bratrem je bývalý novozélandský fotbalista a reprezentant Ross Aloisi.
Zúčastnil se fotbalového MS 2006 v Německu, Konfederačního poháru FIFA 1997, 2001 a 2005, AFC – OFC Challenge Cupu 2001 a Asijského poháru 2007.

## Reprezentační zápasy
| Austrálie | Austrálie | Austrálie |
| Rok       | Zápasy    | Góly      |
| --------- | --------- | --------- |
| 1997      | 11        | 7         |
| 1998      | 1         | 0         |
| 1999      | 0         | 0         |
| 2000      | 2         | 1         |
| 2001      | 10        | 7         |
| 2002      | 0         | 0         |
| 2003      | 2         | 0         |
| 2004      | 5         | 2         |
| 2005      | 8         | 5         |
| 2006      | 10        | 4         |
| 2007      | 5         | 1         |
| 2008      | 1         | 0         |
| Celkem    | 55        | 27        |